# シロンスク公国

シロンスク公国
Księstwo śląskie (ポーランド語)
Herzogtum Schlesien (ドイツ語)
Slezské knížectví (チェコ語)

シロンスク公国の位置（1172年 - 1177年）

| 先代           | 次代                                                                                        |
| -------------- | ------------------------------------------------------------------------------------------- |
| ポーランド公国 | シロンスク公国群 ラチブシュ公国 オポーレ公国 レグニツァ公国 ブジェク公国 ワルシャワ大司教区 |

シロンスク公国またはシュレージエン公国（ポーランド語: Księstwo śląskie、ドイツ語: Herzogtum Schlesien）は、中世ポーランドのシロンスクに存在した公国である。1163年に創設されてまもなく、シロンスク公国群へと細かく分割される状況が生まれた。

## 概要

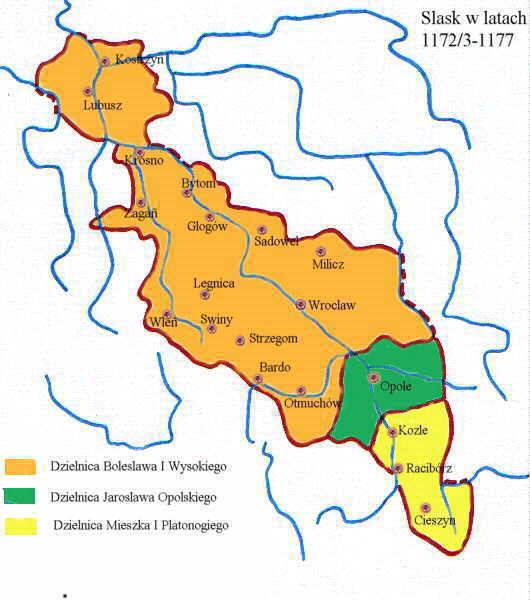
1172年 - 1177年のシロンスク

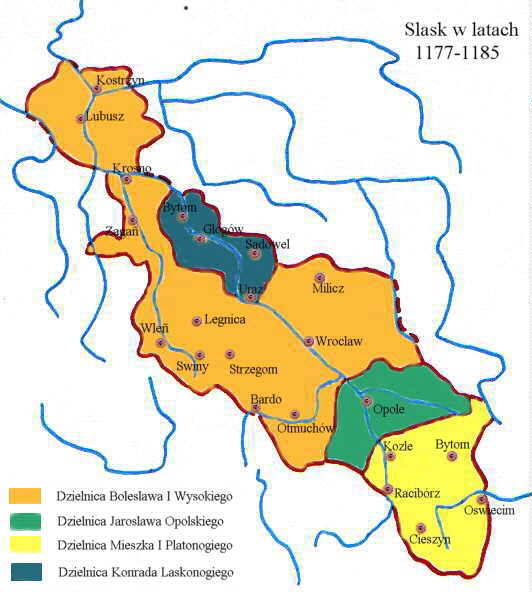
1177年 - 1185年のシロンスク

当初はシロンスク地域（ポーランド語：dzielnica śląska）と呼ばれた公国は1138年、ボレスワフ3世の遺言状によってポーランド王国の5つの主要な地域の1つとして創設された。1138年から1146年にかけて、この地域はポーランド大公ヴワディスワフ2世によって統治されたが、ヴワディスワフ2世はポーランド王国の統合のための争いに敗れると、首位の公の地位を失った。その後、シロンスクは彼の弟であるボレスワフ4世によって統治された。1163年までに、神聖ローマ皇帝フリードリヒ1世の支援でヴワディスワフ2世の息子達はシロンスクを回復した。
ヴワディスワフ2世の息子達は公国を分割し、これがシロンスク公国群の始まりとなった。長男ボレスワフ1世は中部シロンスクと低地シロンスクを含む広い地域を保持し、ヴロツワフを首都とするヴロツワフ公国を支配した（その広大な広さから、これをシロンスク公国と誤って呼ぶことも多い）。次男のミェシュコ1世はラチブシュとチェシンを分領として獲得し、ラチブシュ公国が形成された。兄弟による短期間の争いののち、オポーレを首都とするオポーレ公国も同時に成立し、ボレスワフ1世に疎んじられていたその長男ヤロスワフ（聖職者になるのを拒否した）に与えられた。ボレスワフ1世とミェシュコ1世の弟である三男コンラトも1177年にグウォグフを与えられ、グウォグフ公国を形成した。但し、コンラトは子の無いまま死んだため、グウォグフ公国はボレスワフ1世が併合した。
ポーランドの分裂期に、公国は世代交替が進むにつれて細かく分裂していった。公国群は14世紀にはボヘミア王国と結びつき、一部は復活したポーランド王国に再統合されたりしたが、大部分が1348年に神聖ローマ帝国の領邦国家となった。1526年にボヘミアがハプスブルク君主国に組み入れられると、ボヘミアとシロンスクの諸公国は徐々にオーストリアの支配を受けるようになった。
1740年、プロイセン王フリードリヒ2世はオーストリア領シュレージエン（シロンスク）に侵攻し、18世紀後半まで続いたシュレージエン戦争の結果、この地域の多くをプロイセン領に併合した。旧公国群の大部分は後にプロイセン領シュレージエン州に再編され、オーストリア側に残った地域は1742年、オーストリア領シュレージエン（高地・低地シュレージエン公国）とされた。ポーランド領内に残っていた公国群の一部は、18世紀末のポーランド分割の結果、プロイセンとオーストリアに併合された。オーストリア領シュレージエンは1918年まで存続し、第一次世界大戦後にポーランド第2共和国とチェコスロヴァキアとの間で分割された。